# Liste der Naturdenkmale im Kreis Herzogtum Lauenburg
Die Liste der Naturdenkmale im Kreis Herzogtum Lauenburg enthält die Naturdenkmale im Kreis Herzogtum Lauenburg in Schleswig-Holstein.
Link zu einem Kartenansichtstool (u. a. um Koordinaten zu setzen)

| Bild                                    | Bezeichnung                | Ort                      | Lage                               | Beschreibung                                                                                                   | Datum          | Nummer |
| --------------------------------------- | -------------------------- | ------------------------ | ---------------------------------- | --- | -------------- | ------ |
| BW                                      | 6 Eichen                   | Basthorst                | (53° 34′ 44,6″ N, 10° 28′ 14,7″ O) | auf dem Friedhof                                                                                               | 16. April 1935 | 0070/1 |
| Direkt Bild zu diesem Denkmal hochladen | 1 Königsfarn               | Behlendorf               | ()                                 | Forstort Langenhorn                                                                                            | vor 1925       | 0087/1 |
| Direkt Bild zu diesem Denkmal hochladen | Eichengruppe               | Behlendorf               | ()                                 | auf einem Hügel, um einen 30 cm hohen Stein mit Inschrift 1871, im Umkreis einige Eichen und Buchen            | vor 1925       | 0087/2 |
| BW                                      | Ufer des Behlendorfer See  | Behlendorf               | (53° 42′ 11,2″ N, 10° 40′ 14,6″ O) | | vor 1925       | 0087/3 |
| BW                                      | Insel im Behlendorfer See  | Behlendorf               | (53° 41′ 52,5″ N, 10° 40′ 50,9″ O) | | 16. April 1935 | 0087/4 |
| BW                                      | 1 Eiche                    | Behlendorf               | (53° 42′ 0,7″ N, 10° 40′ 3,4″ O)   | auf dem Friedhof                                                                                               | vor 1925       | 0087/5 |
| BW                                      | Pappelallee                | Bliestorf                | (53° 46′ 4,8″ N, 10° 34′ 30,7″ O)  | vom Grienauer Todenweg zum Gut Bliestorf                                                                       | 16. April 1935 | 0117/1 |
| BW                                      | 1 Eiche                    | Groß Boden Waldstraße 16 | (53° 44′ 57,7″ N, 10° 27′ 19,7″ O) | an Gehöft am Weg von Groß Boden nach Schürensohlen                                                             | 16. April 1935 | 0390/1 |
| Fotos hochladen                         | 1 Eiche                    | Holstendorf (Groß Sarau) | (53° 45′ 19,4″ N, 10° 43′ 2,2″ O)  | Auf der Freiweide am Süd-Westausgang des Dorfes (Weg nach Groß Disnack), zwischen Holsteindorfer Weg 16 und 18 | 16. April 1935 | 0436/1 |
| Fotos hochladen                         | 1 Eiche und 1 Buche        | Gudow Kehrsen            | (53° 35′ 49,1″ N, 10° 46′ 40,9″ O) | 145 m südlich vom Bahnübergang Rauhehorst, 25 m westlich des Weges                                             | 16. April 1935 | 0468/1 |
| Direkt Bild zu diesem Denkmal hochladen | 1 Eiche                    | Gülzow                   | ()                                 | auf der Dorfstraße beim Friedhof                                                                               | 16. April 1935 | 0471/1 |
| Direkt Bild zu diesem Denkmal hochladen | 1 Bergulme                 | Kulpin                   | ()                                 | im Gutspark zu beiden Seiten des Weges                                                                         | 16. April 1935 | 0783/1 |
| BW                                      | 1 Eiche                    | Lankau                   | (53° 40′ 4,1″ N, 10° 39′ 56,9″ O)  | Die 1933 auf dem Dorfplatz gepflanzte Pfingsteiche                                                             | vor 1925       | 0810/1 |
| BW                                      | 1 Eiche                    | Lütau                    | (53° 27′ 19,4″ N, 10° 32′ 38,4″ O) | "Kaiser-Wilhelm-Eiche", südwestlich der Kirche auf dem Schulhof.                                               | 16. April 1935 | 0876/2 |
| BW                                      | 1 Eiche                    | Lütau                    | (53° 25′ 54,8″ N, 10° 32′ 57,6″ O) | "Friedenseiche", am Kriegerdenkmal neben dem Dorfteich                                                         | 16. April 1935 | 0876/3 |
| BW                                      | 1 Eibe                     | Mölln                    | (53° 37′ 57″ N, 10° 41′ 29,8″ O)   | im Garten Ratzeburger Straße 2                                                                                 | 16. April 1935 | 0909/1 |
| mehr Fotos \| Fotos hochladen           | 1 Eiche                    | Mölln                    | (53° 36′ 43,6″ N, 10° 42′ 21,6″ O) | "Opfereiche", an der Mündung des Heiligen Bachs in den Lütauer See. 22 m hoch, Umfang 4,85 m. (gemessen 2023)  | 16. April 1935 | 0909/3 |
| BW                                      | 1 Buche                    | Mölln                    | (53° 38′ 2,9″ N, 10° 43′ 51,1″ O)  | Henkelbuche, am Pinnsee, am Weg nach Brunsmark. Etwa 150 Jahre alt, 25 m hoch, Umfang 3,92 m. (gemessen 2023)  | 16. April 1935 | 0909/5 |
| BW                                      | 1 Eiche                    | Mölln                    | (53° 38′ 39,8″ N, 10° 40′ 9,4″ O)  | Storcheneiche, Vossberg. Etwa 400 Jahre alt, 34 m hoch, Umfang 6,54 m. (gemessen 2017)                         | 16. April 1935 | 0909/6 |
| BW                                      | 2 Eichen                   | Mustin                   | (53° 41′ 30,5″ N, 10° 52′ 59,5″ O) | vor der früheren Holländerei.                                                                                  | 16. April 1935 | 0930/1 |
| BW                                      | 1 Eiche                    | Nusse                    | (53° 39′ 25,9″ N, 10° 34′ 49,4″ O) | neben der Post                                                                                                 | vor 1925       | 0962   |
| BW                                      | 1 Eiche                    | Ratzeburg                | (53° 41′ 16,7″ N, 10° 46′ 57,9″ O) | 25 m westlich der Ecke Eichenweg/Schmilauer Straße                                                             | 16. April 1935 | 1006/1 |
| BW                                      | 2 Linden                   | Ratzeburg                | (53° 41′ 57,1″ N, 10° 46′ 25,3″ O) | auf dem Marktplatz vor der alten Wache                                                                         | 16. April 1935 | 1006/3 |
| BW                                      | 1 Allee aus Linden         | Ratzeburg Am Steindamm   | (53° 41′ 44,9″ N, 10° 47′ 7,1″ O)  | | 16. April 1935 | 1006/7 |
| BW                                      | Buchberg samt Baumbestand  | Ritzerau                 | (53° 39′ 31″ N, 10° 32′ 28,7″ O)   | Anfang der 1980er Jahre durch Kiesabbau gefährdet                                                              | vor 1925       | 1012/1 |
| BW                                      | Hofsee mit Seerosen        | Ritzerau                 | (53° 39′ 46,8″ N, 10° 34′ 58,8″ O) | | vor 1925       | 1012/2 |
| BW                                      | 1 Buche                    | Salem Hundebusch         | (53° 40′ 23″ N, 10° 48′ 27,7″ O)   | Dorotheenhof                                                                                                   | 16. April 1935 | 1072/2 |
| Direkt Bild zu diesem Denkmal hochladen | 1 Eiche                    | Groß Schretstaken        | ()                                 | Jagen 13d, im Riepenholz                                                                                       | vor 1925       | 1137/2 |
| Direkt Bild zu diesem Denkmal hochladen | 1 Urwüchsiger Ulmenbestand | Groß Schretstaken        | ()                                 | Jagen 15b, im Riepenholz                                                                                       | vor 1925       | 1137/3 |
| BW                                      | 1 Eiche                    | Schwarzenbek             | (53° 30′ 8,5″ N, 10° 28′ 46,1″ O)  | auf dem Marktplatz, am Franziskushaus                                                                          | 16. April 1935 | 1168/1 |
| Direkt Bild zu diesem Denkmal hochladen | Eichen- und Buchengruppe   | Seedorf                  | ()                                 | am Priestersee am Weg zum Zuckerhut, 100 m nördlich der Chaussee Seedorf-Groß Zecher                           | 16. April 1935 | 1175/3 |
| BW                                      | 1 Eiche                    | Groß Zecher              | (53° 35′ 38,4″ N, 10° 53′ 9,6″ O)  | "Hubertuseiche", am Weg von Groß Zecher nach Hakendorf, 260 Schritt vom Waldeingang                            | 16. April 1935 | 1175/5 |
| BW                                      | 1 Eiche                    | Sterley                  | (53° 37′ 11,3″ N, 10° 48′ 59,4″ O) | auf dem Friedhof                                                                                               | 16. April 1935 | 1230/1 |